# Чиспияков, Фёдор Степанович
Фёдор Степанович Чиспияков (1906—1978) — шорский писатель, поэт и просветитель, один из основоположников шорской литературы, фамилия происходит от шорского слова «чиспияк» — «маленький господин тайги», от нарицательных чыс — «тайга, лес» и пияк — «маленький господин».

## Биография
Фёдор Степанович Чиспияков родился в 1906 году в улусе Косой Порог  Томской губернии Российской империи
Первый шорский профессиональный поэт. Просветитель. Один из первых создателей письменной шорской литературы; первый из шорцев, получивший высшее образование.
Родился в 1906 в улусе Косой Порог (ныне в черте г. Междуреченска), в Горной Шории. Отец, охотник, рано погиб, поэтому воспитанием Федора Степановича занимался дед, человек незаурядного ума и любознательности, который для познания мира ходил пешком в Петербург и Палестину. Образование получил в Косопорожской церковно-приходской школе. Батрачил у шорских баев и русских, как тогда говорили, кулаков.
После революции его направили работать учителем начальной школы в Южную Шорию. В 1925 стал студентом Института народов Севера (Ленинград), который окончил в 1931. Учился у крупнейших ученых: Тан-Богораза, видного этнографа, С.Е.Малова, известного тюрколога. Затем аспирантура в Москве.
Первая книга стихов и прозы на шорском языке «Шолбан» вышла в 1934. Автор нескольких книг как поэтических, так и прозаических. В годы войны им написаны повесть «В долинах Мрассу», рассказы «Чулеш», «Таныш». В 1948 в Новосибирске вышла его книга «Стихи и проза». Повесть «Кинэ» была опубликована в Кемеровском книжном издательстве и в Новокузнецке (2001).
Перед молодым ученым 1930-х гг. стояла проблема создания письменности, национальной литературы, учебников для школ. Не было переводчиков-писателей. И вот таким универсальным деятелем национальной культуры шорского народа был Федор Степанович Чиспияков. По окончании университета началась трудовая и творческая деятельность.
Был заведующим Горношорским районо, редактором Огиза в Новосибирске, завучем Кузедеевского педучилища, директором школы в Таштагольском районе, заведующим районо г. Таштагола. Приходилось делать переводы на шорский язык небольших рассказов русских писателей для шорских учебников и хрестоматий. Затем перевел ряд прозаических и стихотворных произведений А.С.Пушкина («Капитанская дочка», Новосибирск, 1936), И.Крылова, М.Горького - для взрослого читателя. Желание рассказать миру о жизни собственного народа побудили создать свои оригинальные произведения. Стихи и проза Ф.С. Чиспиякова прочно вошли в антологию сибирской литературы. Умер в 1978.

## Семья
- Сын — Электрон Фёдорович Чиспияков, филолог, заведующий кафедрой иностранных языков КузГПА.